# 继光镇
继光镇，是中华人民共和国四川省德阳市中江县下辖的一个乡镇级行政单位。2019年12月，撤销民主乡，将其所属行政区域划归继光镇管辖。

## 行政区划
继光镇下辖以下地区：
兴华街社区、兴发村、芳草村、锦竹村、长乐村、新堰村、金房村、长叭沟村、严新村、新高村、石马村、白寨村、继光村、团碑村、高石村、铜梁村、袁家桥村、兴旺村和新天村。